# Hamburg Hauptbahnhof
Hamburg Hauptbahnhof – główny dworzec kolejowy Hamburga, jeden z największych w Niemczech, kategorii 1. Został otwarty 6 grudnia 1906. Obsługuje około 450 tys. pasażerów dziennie. Dworzec przelotowy z peronami położonymi w wykopie.
Dworzec obsługuje również komunikację miejską typu S-Bahn :
S1 Wedel - Hamburg Airport / Poppenbüttel
S2 Altona - Bergedorf 
S3 Pinneberg - Stade/Buxtehude/Neugraben
S11 Blankenese - Poppenbüttel
S21 Aumühle - Altona/ Elbgaustraße
S31 Altona - Berliner Tor/ Neugraben
Są to wagony typu: Seria 474 i Seria 472/473
Jest to również ważny punkt na sieci metra w Hamburgu, składający się z dwóch stacji: Hauptbahnhof Nord i Hauptbahnhof Süd.

## Lokalizacja

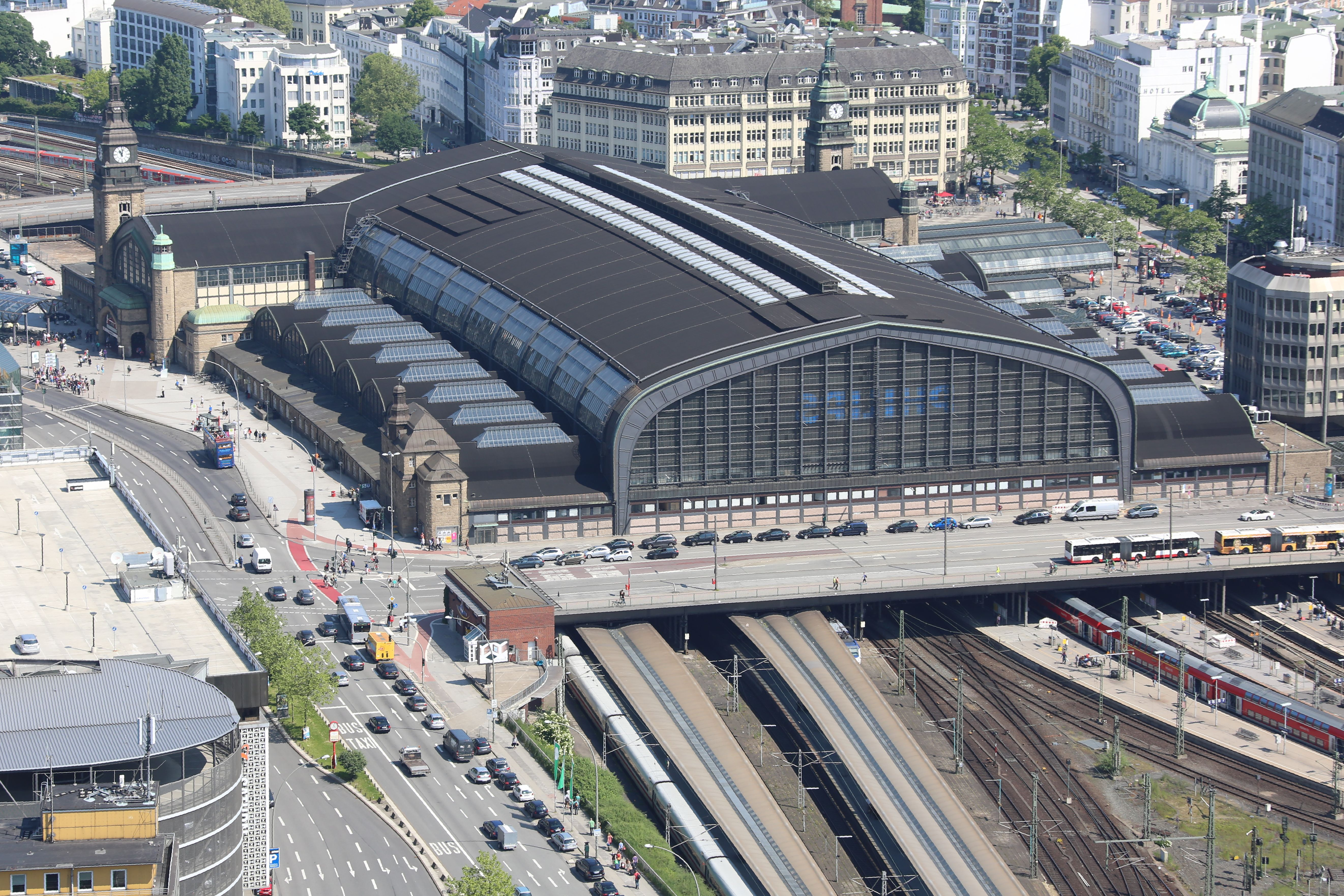
Widok z lotu ptaka na dworzec kolejowy w Hamburgu od północnego zachodu (2020)

Główny dworzec kolejowy w Hamburgu znajduje się na wschodnich obrzeżach centrum miasta. Znajduje się około 800 metrów na północny wschód od ratusza w Hamburgu, najkrótsza odległość do Łaby lub obiektów portu w Hamburgu wynosi 600 metrów, a do Wewnętrznej i Zewnętrznej Alstery około 450 metrów. Nisko położone tory, zbudowane na miejscu dawnych murów miejskich Hamburga i starych cmentarzy Steintor, biegną mniej więcej wzdłuż starej fosy między Hamburgiem a dawnym przedmieściem St. Georg na wschód od niej. Przebieg dzisiejszych granic wokół dworca przypisuje go w całości do dzielnicy St. Georg. Adres pocztowy to Hachmannplatz 16.
Wyjścia po wschodniej stronie prowadzą dalej do tej dzielnicy, gdzie znajduje się Hachmannplatz/Heidi--Platz z Teatrem Ohnsorg w Bieberhaus i Deutsches Schauspielhaus na Kirchenallee, Muzeum Sztuki i Rzemiosła w kierunku Steintorplatz oraz Centralnym Dworcem Autobusowym w Hamburgu (ZOB). Wyjazdy od strony zachodniej prowadzą za drogą Glockengießer-/Steintorwall bezpośrednio do dzielnicy Hamburg-Altstadt z ulicami handlowymi Mönckebergstraße, deptakiem Spitalerstraße i Hamburger Kunsthalle, w pobliżu linii kolejowych w kierunku północnym.
W sieci połączeń dalekobieżnych główny dworzec kolejowy w Hamburgu jest węzłem komunikacyjnym dla połączeń na północ (Fryzja Północna, Kilonia, Dania), północny wschód (Lubeka, Schwerin, Rostock), wschód (Berlin, Praga) i południe/południowy zachód (Hanower, Brema, południowe Niemcy).